# Kecamatan Bogor Selatan
Kecamatan Bogor Selatan är ett distrikt i Indonesien.   Det ligger i provinsen Jawa Barat, i den västra delen av landet, 50 km söder om huvudstaden Jakarta.